# Жоффруа II (граф Вандома)
Жоффруа II (также Жоффруа II де Прёйли и Жоффруа II Журден; фр. Geoffroy II de Preuilly, dit Jourdain; умер в 1102) — сеньор де Прёйли (под именем Жоффруа III) с 1067 года, граф Вандома с 1085 года. Сын Жоффруа II де Прёйли и его жены Альмодис де Блуа.

## Биография

### Правление
Жоффруа II стал графом Вандома после смерти Бушара III, брата его жены. Он принимал участие в войне Жоффруа III Бородатого и Фулька IV Ле Решена, соперников в борьбе за Анжуйское графство. Попал в плен к Ланцелину де Божанси и был освобождён в 1090 году за выкуп.
В борьбе с Гуго II, сеньором д’Амбуаз, Жоффруа II потерпел поражение и был вынужден уступить Сен-Сир дю Го.
Как и его предшественники, Жоффруа II враждовал с вандомским аббатством Трините, что в конце концов привело к его отлучению. Чтобы получить прощение папы римского, он принял участие в Первом крестовом походе. Как и многие крестоносцы, принял повторное крещение в реке Иордан, откуда пошло его прозвище Журден. Во время осады Аскалона попал в плен к Фатимидам и умер в заключении в 1102 году. По другим данным, погиб в битве при Раме в 1103 году.

### Семья
Жоффруа Журден был женат на графине Вандома Эфрозине де Невер, дочери Фулька де Невер и Перонель дю Мэн. Дети:
- Жоффруа Гризгонелль, граф Вандома
- Эскивар, сеньор де Прёйли
- Ангельбо (1062—1115), архиепископ Тура
- Мария, супруга Эмери де Лавардена